# Honsel
Martinrea Honsel Germany GmbH (ehem. Honsel AG) ist ein weltweiter Zulieferer für Leichtmetallkomponenten. Das Unternehmen entwickelt und produziert Erzeugnisse aus Aluminium in allen gängigen Fertigungsverfahren des Gießens und Walzens für Motor, Getriebe, Fahrwerk und Karosserie von PKW und Nutzfahrzeugen. Hinzu kommen Produkte für Maschinenbau und andere Anwendungen. Komponenten von Martinrea Honsel verringern Fahrzeuggewicht, Kraftstoffverbrauch und Emissionen und leisten einen wesentlichen Beitrag zum Umweltschutz. 1908 gegründet und 2011 von Martinrea International Inc. akquiriert, beschäftigt Martinrea Honsel heute weltweit rund 4.100 Mitarbeiter in zehn Werken in Deutschland, Spanien, Brasilien, Mexiko und China.

## Geschichte Honsel

### Gründung und Entwicklung bis 1945

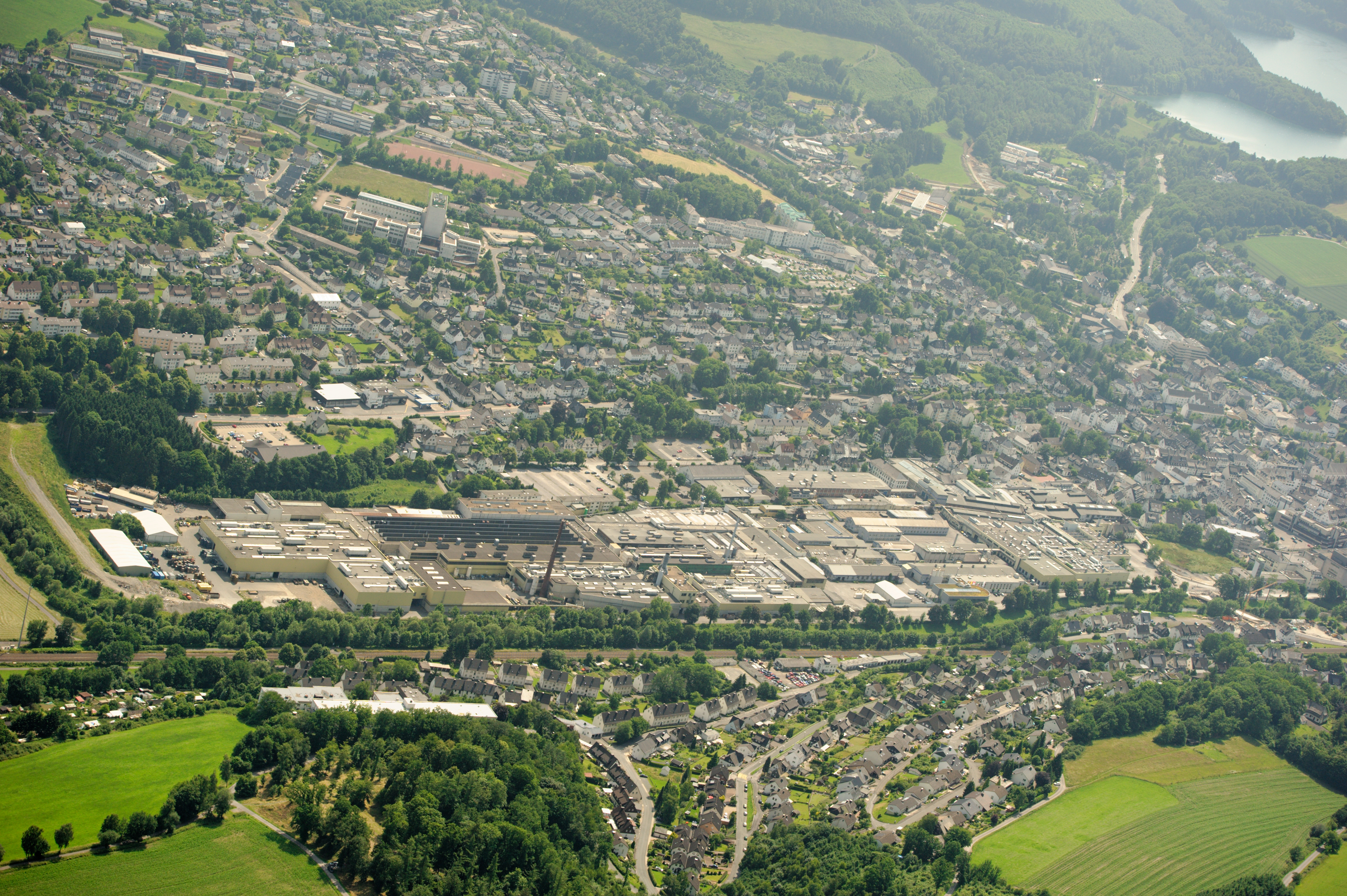
Luftbild der Honselwerke (2013)

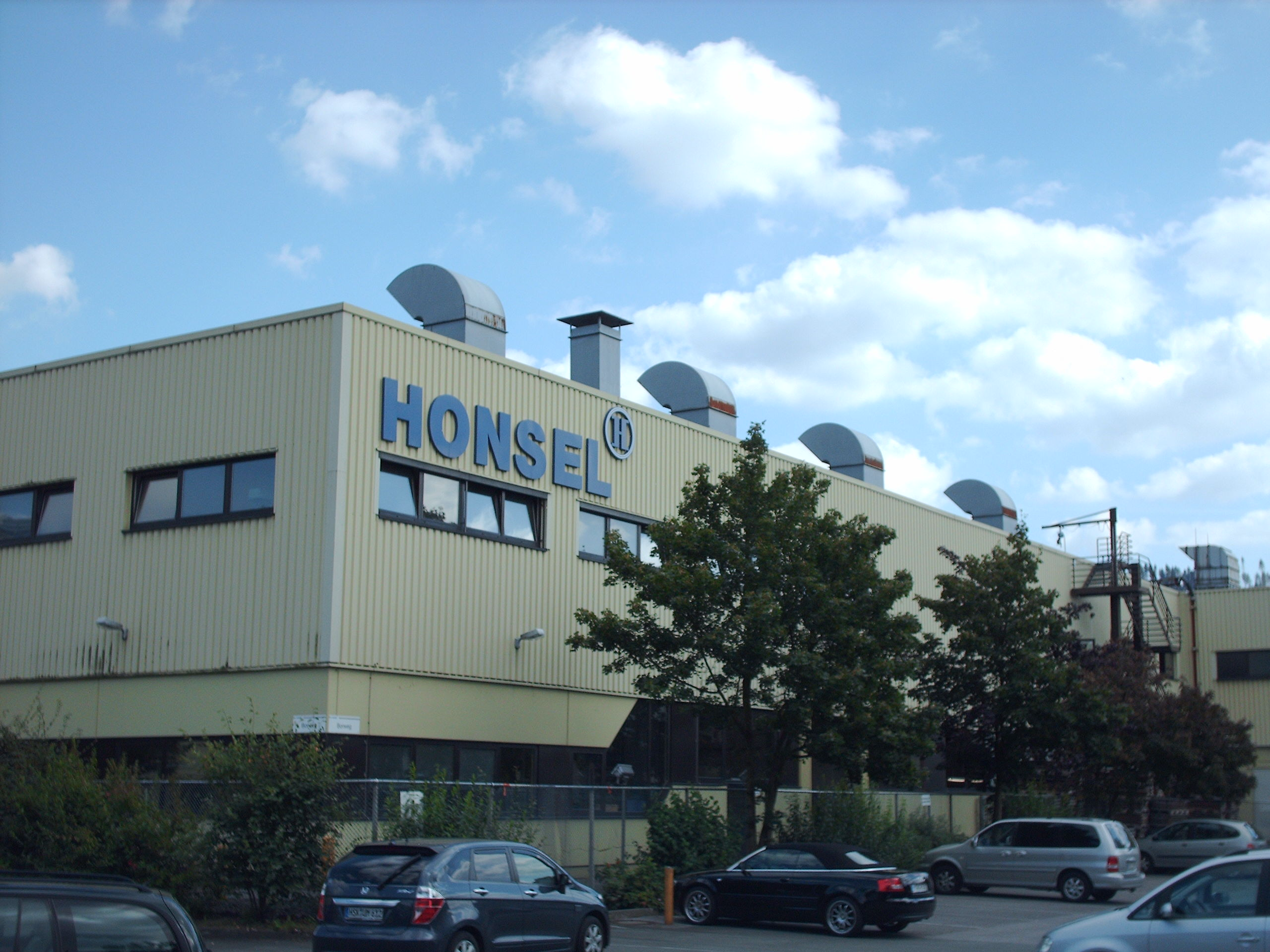
Hauptsitz in Meschede

Der gelernte Graveur und Formenbauer Fritz Honsel (1888–1964) gründete im Jahr 1908 in Werdohl die Firma Aluminium Werke Gebr. Honsel zur Fertigung von Essbestecken aus Aluminium. Es war das erste Unternehmen, das Aluminium wieder einschmelzen konnte. Im Jahr 1911 siedelte das Unternehmen nach Versevoerde über, gleichzeitig entstand eine Fabrik in Werdohl-Eveking. Es wurde mit der Herstellung von Aluminium-Kokillenguss begonnen. Noch während des Ersten Weltkriegs (1917) baute die Firma in Meschede ein neues Werk mit der damals größten Aluminium-Umschmelze. Im Jahr 1919 erfolgte eine Betriebserweiterung durch den Bau eines Aluminium-Walzwerkes.
Auf dem Höhepunkt des Nachkriegsbooms (1922) wurde die Firma in eine Aktiengesellschaft umgewandelt. Im Zuge eines Konzentrationsprozesses kam es 1925 zur Verlegung des Firmensitzes und des Großteils der Produktion nach Meschede. Aluminiumschrott wurde in einem gesondert geführten Recyclingprozess wieder aufbereitet und daraus unter Verantwortung einer eigens errichteten F- und E-Abteilung hochwertige Montageteile kostengünstig hergestellt. Mit dem Aufschwung der Automobilindustrie in den 1930er Jahren wurde Honsel zu einem wichtigen Zulieferunternehmen für führende Automobilproduzenten. Bereits im Jahr 1929 wurde das Werk in Meschede um eine Druckgießerei erweitert. Die Honsel-Werke stellten 1933 erstmals Magnesiumteile im Kokillengussverfahren her. Die Motorblöcke und Getriebegehäuse des „VW Käfers“ wurden aus einer Magnesiumlegierung hergestellt. Im Jahre 1936 wurde ein Blockwalzwerk zur Verarbeitung gegossener Formate (Barren) erstellt. Die Betriebsabteilung Werdohl ging im selben Jahr in den Besitz von Otto Honsel über und wurde damit selbstständig. Während des Zweiten Weltkriegs produzierte das Werk in Meschede für den Bedarf des Militärs, bis es 1945 kurz vor Kriegsende vollständig zerstört wurde.

### Aufstieg in der Nachkriegszeit
Im Jahr 1947 waren wieder 250 Mann bei Honsel beschäftigt. Das Werk wurde allerdings von den britischen Besatzungsbehörden bis 1948 weiter in der Liste der zu demontierenden Betriebe geführt und es drohte zeitweise eine Totaldemontage.

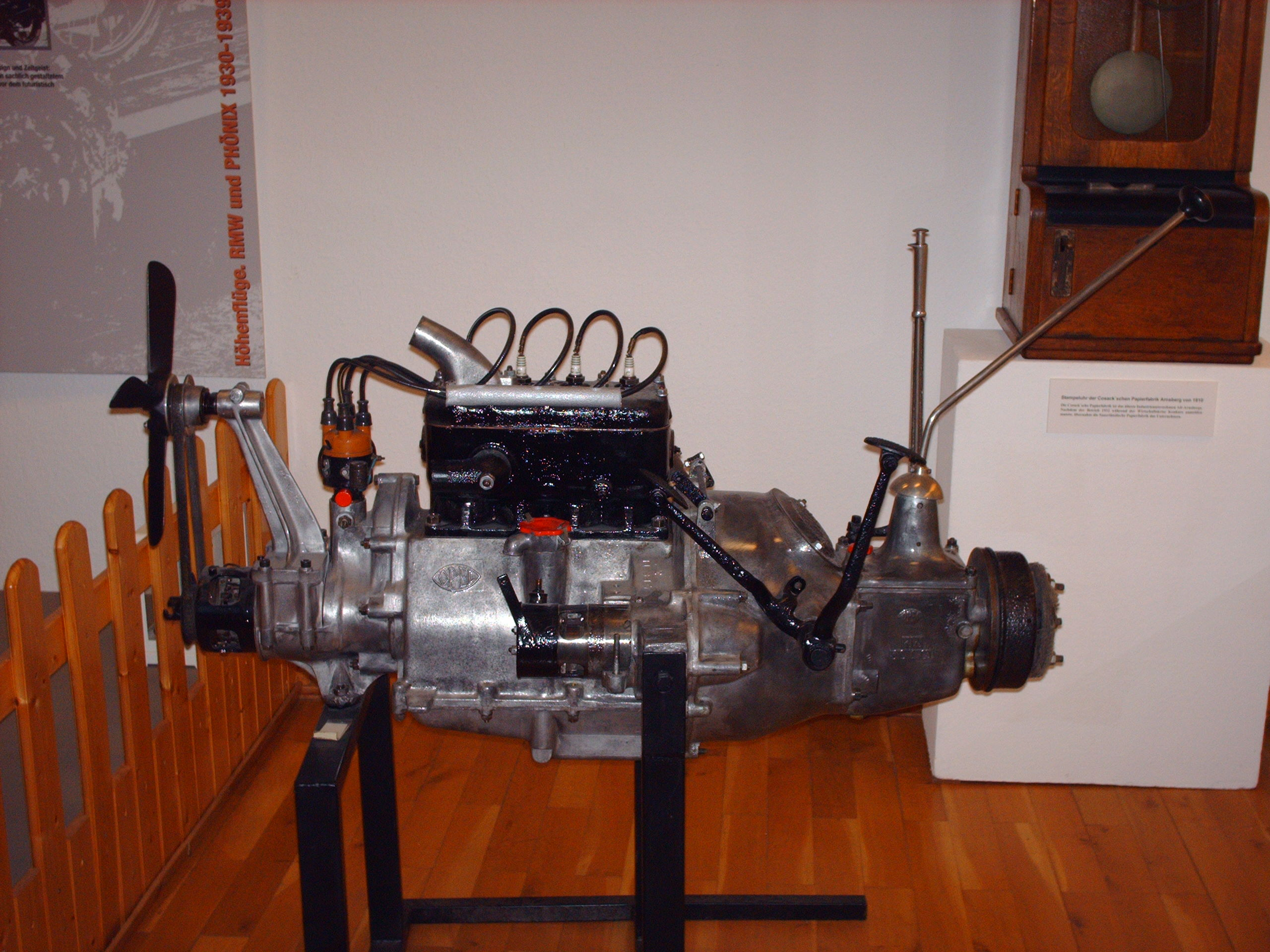
Opelmotor (1920) mit Teilen von Honsel (im Besitz des Sauerlandmuseums)

In der Zeit des „Wirtschaftswunders“ konnte das Unternehmen an die Vorkriegstradition als Automobilzulieferer anknüpfen. 1953 begann man mit der Fertigung von Aluminiumprofilen durch Strangpressen mittels einer 1250-t-Profilpresse, die heute noch in Betrieb ist. In den 1960er und 1970er Jahren folgten weitere Betriebsteile. Die Finanzierung besorgte die Umgründung in eine börsennotierte Aktiengesellschaft, die indessen nach einigen Jahren den Fremdbesitz wieder ablöste. Im Jahre 1972 übernahm Honsel die Leichtmetallgießerei Rudolf Rautenbach in Solingen. 1974 wurde ein Presswerk mit einer 2000-t-Strangpresse in Soest errichtet, und gemeinsam mit der Firma Heraeus die Titan-Aluminium-Feinguß GmbH (heute TITAL) in Bestwig gegründet. 1982 wurde die Firma Mönig in Nuttlar übernommen, die für den Werkzeug- und Formenbau zuständig ist. Dieser Bereich gewann 2004 den Wettbewerb „Excellence in Production“ in der Kategorie „Interner Werkzeugbau unter 100 Mitarbeiter“. In den 1990er Jahren kam nach dem Boom eine wirtschaftliche Krise, durch die 600 Mitarbeiter allein in Meschede ihren Arbeitsplatz verloren.
1994 beteiligte sich Honsel mehrheitlich an den französischen Gießereien Fonderie Messier S.A. und Arudy und Fonderie Messial S.A., Bondoufle. 1995 erfolgte die Umbenennung der Honsel-Werke AG in die Honsel AG als Holding der Honsel-Gruppe. Im französischen Grosbliederstroff wurde der Grundstein für die Fonderie Lorraine S.A. gelegt und auch die Fa. Alumetall in Nürnberg von VAW übernommen. Der Solinger Standort wurde 1997 geschlossen.

### Übernahme durch Finanzinvestoren ab 1999
Im Jahr 1999 wurden 72 Prozent des Familienunternehmens für ca. 60,4 Millionen Euro an einen der damals größten US-amerikanischen Private-Equity-Fonds, die Carlyle Group, verkauft, die das Unternehmen anschließend in eine Kommanditgesellschaft umwandelte. Zudem wurden die Anteile an der TITAL in Bestwig verkauft. Im Jahr 2000 fusionierte Honsel mit der ebenfalls in Carlyle-Besitz befindlichen AMCAN Consolitaded Technologies Corp. (ACT) zur HONSEL International Technologies S.A. (HIT).
2004 kaufte die Ripplewood Holdings das Unternehmen. Die Übernahmekosten des Finanzinvestors wurden Honsel als Kredite übertragen, so dass das Unternehmen unter einer immensen Schuldenlast litt, dies führte trotz gutlaufender Geschäfte zu finanziellen Schwierigkeiten. Am 1. April 2008 wurde die Honsel GmbH erneut in eine AG umgewandelt.
Im Dezember 2008 wurde bekannt, dass Eigentümer und Gläubiger von Honsel an einem Moratorium für Verbindlichkeiten des Unternehmens arbeiten. Vereinbart wurde ein Stillhalteabkommen mit Zinsstundungen. Die finanzielle Restrukturierung wurde im Juli 2009 abgeschlossen. Der Hauptanteilseigner Ripplewood Holdings hält 51 %, ein Konsortium von Kreditgebern, geführt durch die Investment-Fonds Bluebay Asset Management und Oaktree, 49 % der Anteile an der Honsel AG.

### Insolvenz und der weitere Verlauf bis 2015

Die heutigen Honselwerke

Am 25. Oktober 2010 meldet Honsel beim Amtsgericht Arnsberg Insolvenz an. Wie es heißt, hätte über ein weiteres Restrukturierungskonzept keine Einigung erzielt werden können, so das Unternehmen. "Dringend benötigte Finanzmittel, die dem Unternehmen im Zuge der Restrukturierung zugeflossen wären, stehen deshalb nicht zur Verfügung.
Ein erster Sanierungsschritt bestand in der Veräußerung der französischen Tochterfirma Fonderie Lorraine S.A.S. an die ZF Friedrichshafen AG, die Bekanntgabe erfolgte am 12. November 2010.
Am 5. Mai 2011 wurde bekannt gegeben, dass ein Konsortium, bestehend aus dem kanadischen Automobilzulieferer Martinrea und dem Finanzinvestor Anchorage, den Zuschlag als neue Eigentümer und Investoren bekommen hat, Martinrea wird die Mehrheit und industrielle Führung übernehmen, wie es in der Meldung hieß, werden alle 4300 Mitarbeiter übernommen werden.
Am 8. Juli 2011 wurde der Verkauf des Nürnberger Honsel-Werkes, ebenfalls an die ZF Friedrichshafen AG, bekanntgegeben. Die ZF-Leitung kündigte die Übernahme der Beschäftigten an (750 Mitarbeiter und knapp 150 Leiharbeiter), in Nürnberg produzierte Honsel vor allem Gehäuse für Autogetriebe und Getriebeteile aus den leichten Materialien Aluminium und Magnesium.
Wie der Insolvenzverwalter Frank Kebekus Anfang August mitteilte, ist im Juli 2011 die Sanierung von Honsel abgeschlossen. Danach übernahm die Martinrea Honsel Germany GmbH die Standorte Meschede, Soest und Nuttlar. Die Werke in Spanien, Mexiko und Brasilien wurden durch weitere Tochtergesellschaften von Martinrea übernommen.
Am 6. Juni 2012 wurde bekannt, dass von Martinrea Honsel 37 neu abgeschlossene Ausbildungsverträge bereits vor dem Beginn der Ausbildung ohne Begründung wieder gekündigt wurden.
Das Soester Presswerk wurde zum 1. September 2015 an den Aluminiumspezialisten Hammerer Aluminium Industries (HAI) aus Österreich verkauft, der Standort Soest bleibt dabei mit seinen 240 Mitarbeitern bestehen.

## Heutige Tätigkeitsfelder
Mit den Kernaktivitäten im Bereich Automotive (Motor, Getriebe, Fahrwerk, Karosserie) sowie im Maschinen- und Flugzeugbau ist Honsel ein Entwicklungs- und Serienlieferant von internationalen Automobilherstellern sowie ihrer großen Systemzulieferer. Hinzu kommen Gussteile für den Maschinenbau und zahlreiche andere Anwendungen (Beispiel: Verkleidungen für Bulthaup-Küchen).

## Standorte Deutschland
Martinrea Honsel Germany GmbH
- Werk (Zentrale) Meschede, Deutschland
- Formenbau Nuttlar, Deutschland

## Standort Brasilien
- Magal Indústria e Comércio LTDA in Monte Mor, Brasilien

## Standort Spanien
- Martinrea Honsel Spain S.L.U. in Madrid, Spanien

## Standort Mexiko
- Martinrea Honsel Mexico S.A. de C.V. in Querétaro, Mexiko